# Richard Jaeckel
Pour les articles homonymes, voir Jaeckel.
Richard Jaeckel est un acteur américain né le 10 octobre 1926 à Long Beach, Long Island (États-Unis), mort le 14 juin 1997 à Woodland Hills (Los Angeles).

## Filmographie
- 1943 : Guadalcanal (Guadalcanal Diary) de Lewis Seiler : soldat Johnny 'Chicken' Anderson
- 1944 : Le Porte-avions X (Wing and a Prayer) de Henry Hathaway : Beezy Bessemer
- 1948 : Jungle Patrol (en) de Tom Gurr (en) : Lt. Dick Carter
- 1949 : Graine de faubourg (City Across the River) de Maxwell Shane : Bull
- 1949 : Bastogne (Battleground) de William A. Wellman : soldat Bettis
- 1949 : Iwo Jima (Sands of Iwo Jima) d'Allan Dwan : Pfc. Frank Flynn
- 1950 : La Cible humaine (The Gunfighter) de Henry King : Eddie
- 1950 : Dangereuse Mission (Wyoming Mail) de Reginald Le Borg : Nate
- 1951 : Fighting Coast Guard : Tony Jessup
- 1951 : The Sea Hornet : Johnny Radford
- 1952 : My Son John de Leo McCarey : Chuck Jefferson
- 1952 : Au royaume des crapules (Hoodlum Empire) de Joseph Kane : Ted Dawson
- 1952 : Reviens petite Sheba (Come Back, Little Sheba) de Daniel Mann : Turk Fisher
- 1953 : Big Leaguer de Robert Aldrich : Bobby Bronson
- 1953 : La Mer des bateaux perdus (Sea of Lost Ships) de Joseph Kane : H.G. 'Hap' O'Malley
- 1954 : Terreur à Shanghaï (The Shanghai Story) : 'Knuckles' Green
- 1955 : Le Souffle de la violence (The Violent Men) de Rudolph Maté : Wade Matlock
- 1955 : Apache Ambush (en) de Fred F. Sears : Lee Parker
- 1956 : Attaque! (Attack) de Robert Aldrich : Pvt. Snowden
- 1957 : 3 h 10 pour Yuma (3:10 to Yuma) de Delmer Daves : Charlie Prince
- 1958 : Cow-boy (Cowboy) de Delmer Daves : Paul Curtis
- 1958 : The Lineup de Don Siegel : Sandy McLain
- 1958 : Les Nus et les Morts (The Naked and the Dead) de Raoul Walsh : Gallagher
- 1958 : Trafiquants d'armes à Cuba (The Gun Runners) de Don Siegel : Blond henchman on boat [Script name: Buzurki]
- 1958 : When Hell Broke Loose (en) de Kenneth G. Crane : Karl
- 1960 : Les Jeunes Terreurs (Platinum High School) : Hack Marlow
- 1960 : Le Héros du Pacifique (en) (The Gallant Hours) de Robert Montgomery : Lt. Cmdr. Roy Webb
- 1960 : Les Rôdeurs de la plaine (Flaming Star) de Don Siegel : Angus Pierce
- 1960 : Les Incorruptibles (série télévisée), L'Histoire d'Otto Frick
- 1961 : Ville sans pitié de Gottfried Reinhardt : caporal Birdwell « Birdie » Scott
- 1963 : The Young and the Brave (en) de Francis D. Lyon : caporal John Estway
- 1963 : Quatre du Texas (4 for Texas) de Robert Aldrich : Pete Mancini
- 1964 : Le Virginien (série télévisée) : (Saison 2- épisode 21- A matter of destiny)- le tueur à gages Pat Wade
- 1964 : Bonanza (TV) Saison 6 épisode 9 (Entre ciel et Terre) : Mitch Devlin
- 1965 : Once Before I Die de John Derek : Custer
- 1965 : Nightmare in the Sun de John Derek : Motorcyclist
- 1965 : Quand parle la poudre (Town Tamer) de Lesley Selander : Deputy Johnny Honsinger
- 1965 : Luke and the Tenderfoot (TV) : Man
- 1966 : Une fois avant de mourir (Once Before I Die) de John Derek
- 1966 et 1967 : Les Mystères de l'Ouest (The Wild Wild West), de Michael Garrison (série télévisée)
  - La Nuit orientale (The Night of the Grand Emir), saison 1 épisode 18, de Irving J. Moore (1966) : Christopher Cable
  - La Nuit de cristal (The Night of the Cadre), saison 2 épisode 26, de Leon Benson (1967) : sergent Stryker
- 1967 : Les Douze Salopards (The Dirty Dozen) de Robert Aldrich : Sgt. Clyde Bowren
- 1968 : La Brigade du diable (The Devil's Brigade) d'Andrew V. McLaglen : Pvt. Omar Greco
- 1968 : Bataille au-delà des étoiles (The Green Slime) de Kinji Fukasaku : Commander Vince Elliott
- 1969 : Surabaya Conspiracy : Dirk
- 1969 : Latitude Zero (Ido zero daisakusen) d'Ishirō Honda : Perry Lawton
- 1970 : Chisum d'Andrew V. McLaglen: Jess Evans
- 1971 : Le Clan des irréductibles (Sometimes a Great Notion) de Paul Newman : Joe Ben Stamper
- 1971 : Deadly Dream (TV) : Delgreve
- 1972 : Fureur apache (Ulzana's Raid) de Robert Aldrich : Sergeant
- 1972 : Banyon (série télévisée) : Lt. Pete McNeil (1972-1973)
- 1973 : The Kill
- 1973 : Firehouse (TV) : Hank Myers
- 1973 : Le Poney rouge (TV) : James Creighton
- 1973 : Partners in Crime (TV) : Frank Jordan
- 1973 : Pat Garrett et Billy le Kid (Pat Garrett & Billy the Kid) de Sam Peckinpah : shérif Kip McKinney
- 1973 : Échec à l'organisation (The Outfit) de John Flynn : Chemy
- 1974 : Chosen Survivors (en) de Sutton Roley (nl) : Gordon Ellis
- 1974 : Born Innocent (TV) : Mr. Parker
- 1974 : Firehouse (série télévisée) : Hank Myers (1974)
- 1975 : The Last Day (TV) : Grat Dalton
- 1975 : La Petite Maison dans la prairie (saison 2, épisode 18 Une éternité)
- 1975 : La Toile d'araignée (The Drowning Pool) de Stuart Rosenberg : Lt. Franks
- 1975 : Walking Tall Part II : Stud Pardee
- 1976 : Grizzly de William Girdler : Naturalist Arthur Scott
- 1976 : Mako : Les mâchoires de la mort de William Grefe : Sonny Stein
- 1977 : Les Têtes brûlées (saison 2, épisode 9 L'Invulnérable) : major Duncan
- 1977 : Kit Carson et les montagnards (Kit Carson and the Mountain Men) (TV) : Ed Kern
- 1977 : L'Ultimatum des trois mercenaires (Twilight's Last Gleaming) de Robert Aldrich : Towne
- 1977 : Day of the Animals de William Girdler : prof. Taylor MacGregor
- 1977 : La Folle cavale (en) (Speedtrap) d'Earl Bellamy : Billy
- 1978 : Go West, Young Girl (TV) : Billy
- 1978 : Colorado (Centennial) (feuilleton TV) : sergent Lykes
- 1979 : Champions: A Love Story (TV) : Peter Scoggin, Jr.
- 1979 : Salvage (TV) : Jack Klinger
- 1979 : The Dark de John Cardos : dét. Dave Mooney
- 1979 : Pacific Inferno : Robert 'Dealer' Fletcher
- 1979 : Delta Fox : Santana
- 1979 : Salvage 1 (série télévisée) : Jack Klinger (1979)
- 1980 : The $5.20 an Hour Dream (TV) : Albert Kleinschmidt
- 1980 : Reward (TV) : Capt. Randolph
- 1980 : La Coccinelle à Mexico (Herbie Goes Bananas) de Vincent McEveety : Sheppard
- 1981 : Mr. No Legs : Chuck
- 1981 : The Awakening of Candra (TV) : Robert Harrison
- 1981 : La Petite Maison dans la prairie (The House on the Prairie) (série télévisée) saison 7, épisode 17 (Sylvia (1/2) (Sylvia: Part 1) ) : Irv Hartwig + saison 7, épisode 18 (Sylvia (2/2) (Sylvia: Part 2) ) : Irv Hartwig
- 1981 : Deux Filles au tapis (...All the Marbles) de Robert Aldrich : Bill Dudley (Reno referee)
- 1982 : Blood Song (en) de Robert Angus et Alan J. Levi (en) : Frank (le père de Marion)
- 1982 : Cold River : Mike Allison
- 1982 : Y a-t-il enfin un pilote dans l'avion ? (Airplane II: The Sequel) de Ken Finkleman : Contrôler #2
- 1983 : At Ease (en) (série télévisée) : Maj. Hawkins
- 1984 : Goma-2 : Martín
- 1984 : Starman de John Carpenter : George Fox
- 1985 : Les Douze salopards 2 (The Dirty Dozen: The Next Mission) (TV) : MP Sgt. Clyde Bowren
- 1985 : Spenser (Spenser: For Hire) (série télévisée) : Lt. Martin Quirk
- 1985 : The Fix : Charles Dale
- 1986 : Sans issue (Black Moon Rising) de Harley Cokliss : Earl Windom
- 1988 : Supercarrier (Supercarrier) (série télévisée) : Master Chief Sam Rivers (1988)
- 1989 : Ghetto Blaster : Mike Henry
- 1989 : Baywatch: Panic at Malibu Pier (TV) : Al Gibson
- 1990 : Delta Force 2: The Colombian Connection d'Aaron Norris :  agent de la DEA John Page
- 1991 : The King of the Kickboxers (en) de Lucas Lowe : cap. O'Day
- 1993 : Martial Outlaw (en) de Kurt Anderson : Mr. White